# Largus (Cognomen)
Largus ist ein römisches Cognomen unklarer Herkunft, welches bei den gentes Annia und Caecina verbreitet war. Eine mögliche Herleitung geht auf die lateinischen Wörter largus („reich“) oder largiri („großzügig gebend“) zurück. Aufgrund der fast ausschließlichen Verwendung in Familien etruskischen Ursprungs wird die Ableitung vom etruskischen Vornamen „Larce“ jedoch als plausibler betrachtet, wahrscheinlich in matrilinearer Vererbung.

## Namensträger
- Gaius Caecina Largus (Konsul 13), römischer Politiker, zuvor fälschlich als Aulus Caecina Largus identifiziert, noch davor fälschlich als Gaius Silus Aulus Caecina Largus mit Gaius Silius verwechselt, der im selben Jahr wie Largus ordentlicher Konsul war
- Gaius Caecina Largus (Konsul 42), römischer Politiker
- Lucius Annius Largus (Konsul 109), römischer Suffektkonsul
- Lucius Annius Largus (Konsul 147), römischer Konsul
- Scribonius Largus, römischer Arzt, 1. Jahrhundert